# Grandiosa

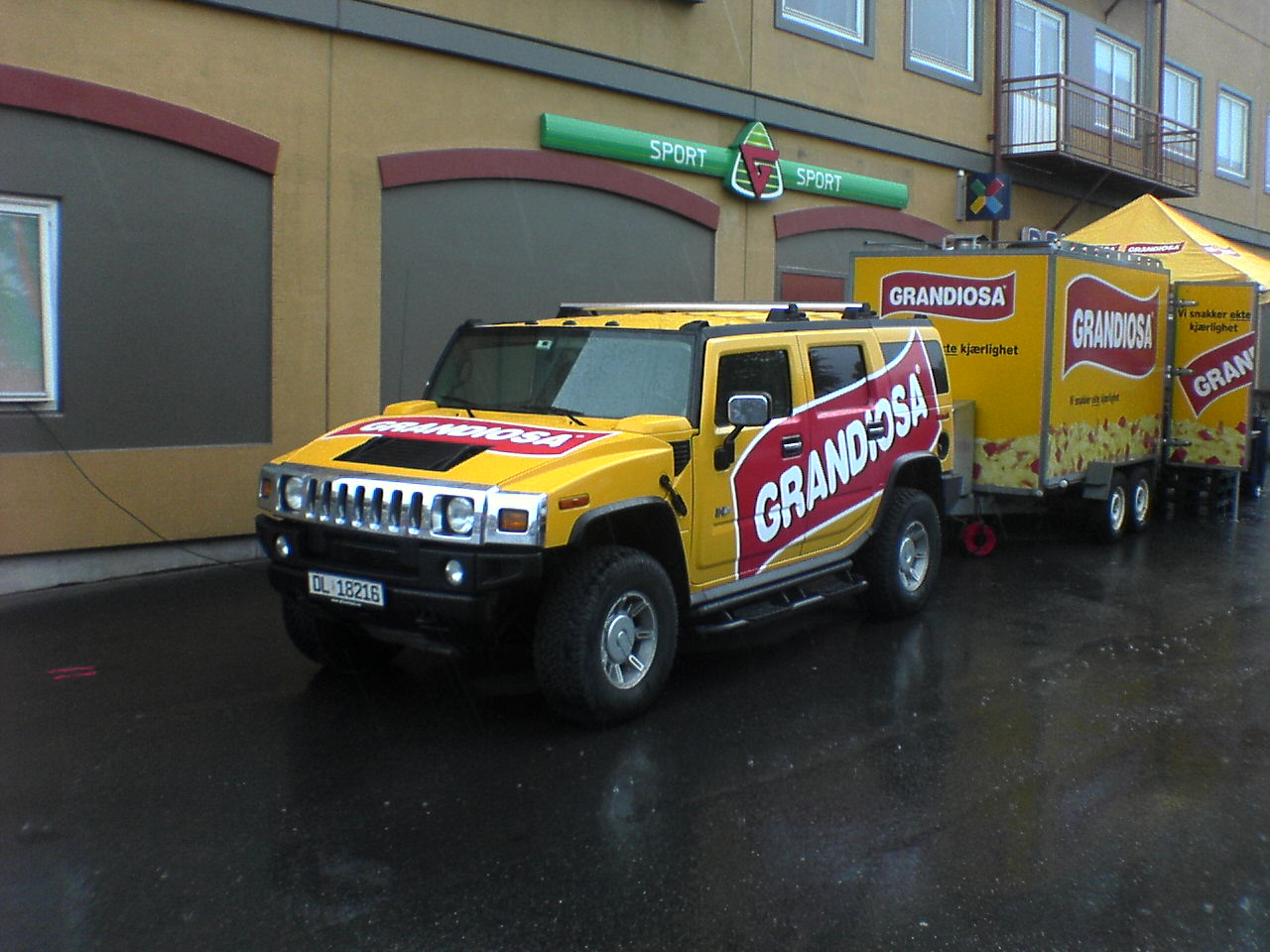
Hummer-Geländewagen mit „Grandiosa“-Werbung in Norwegen

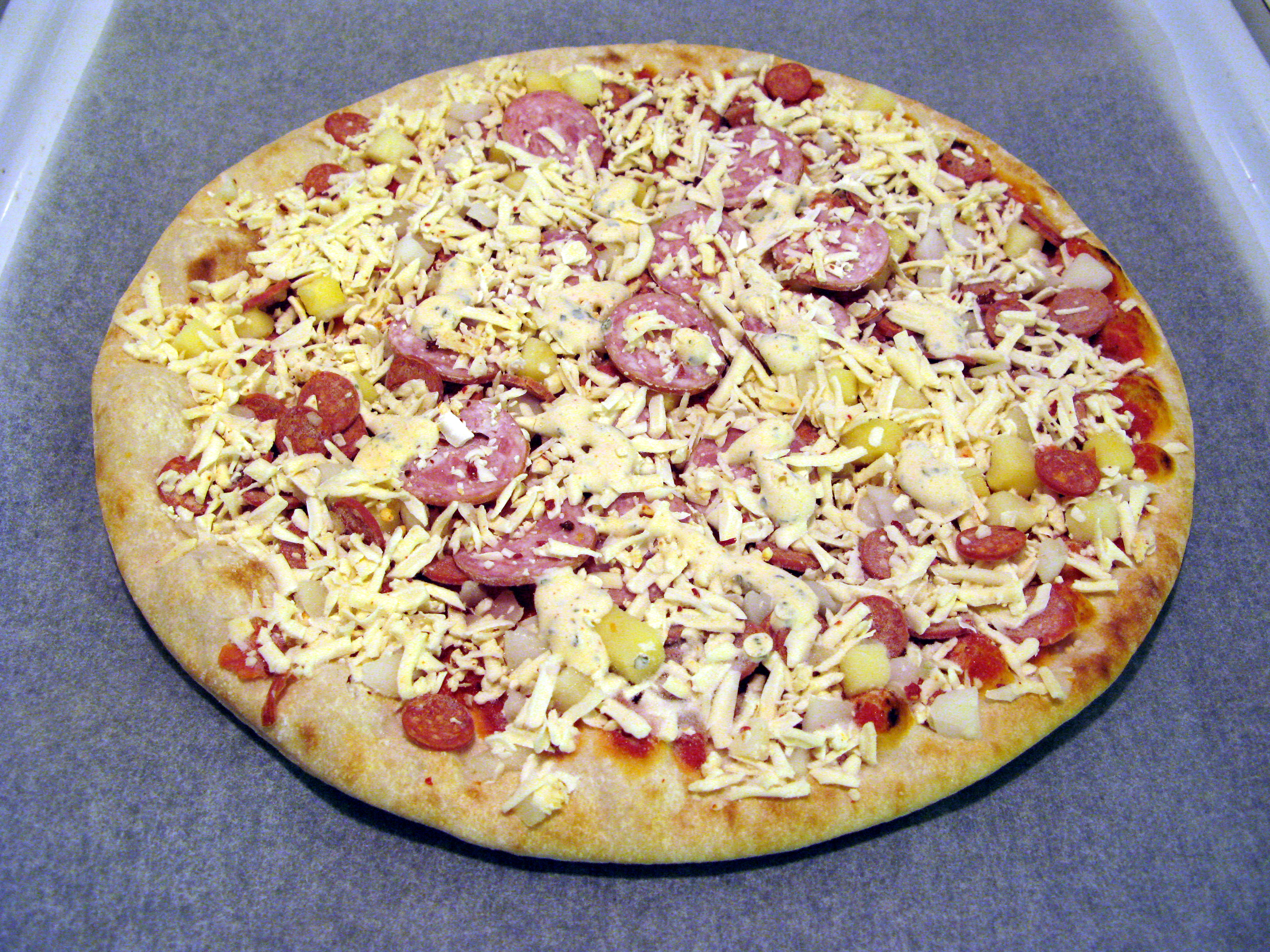
Gefrorene Grandiosa-Pizza mit Salami

Pizza Grandiosa (auch Grandiosa oder Grandis) ist die bekannteste Tiefkühlpizza-Marke in Norwegen. Das Wort grandiosa kommt aus dem Italienischen und bedeutet „großartig“, „grandios“.
Die Firma Nora (heute Stabburet) begann am 11. Februar 1980 mit der Herstellung der Pizza Grandiosa in Stranda im Fylke Møre og Romsdal. Grandiosa war eine der ersten Tiefkühl-Pizzen, die in Norwegen produziert wurden. Die Grandiosa wurde schnell zur meistverkauften Pizzamarke in Norwegen, wird aber auch in kleinerer Stückzahl in die Nachbarländer Schweden, Finnland und Island exportiert.
Pro Jahr werden 20 Millionen Pizzen der Marke Grandiosa in Norwegen verkauft. Somit isst jeder Norweger im Durchschnitt vier Grandiosas pro Jahr. Seit ihrer Markteinführung wurden bereits mehr als 400 Millionen Pizzen im Land verkauft. Besonders unter jungen Norwegern erfreut sich die einfach und schnell zuzubereitende Fertigpizza großer Beliebtheit.
Nach eigenen Angaben werden für die Pizzaproduktion in Stranda täglich 35 Tonnen Mehl, 28 Tonnen Käse und 20 Tonnen Fleisch verarbeitet. Neun Lastwagenladungen verlassen dann täglich das Werk.
Als Kuriosität kann festgehalten werden, dass im Jahr 2006 das beliebte Produkt mit einem eigenen Lied bedacht wurde: full pakke (dt. Respekt für Grandiosa).